# Schiller-Bibliothek

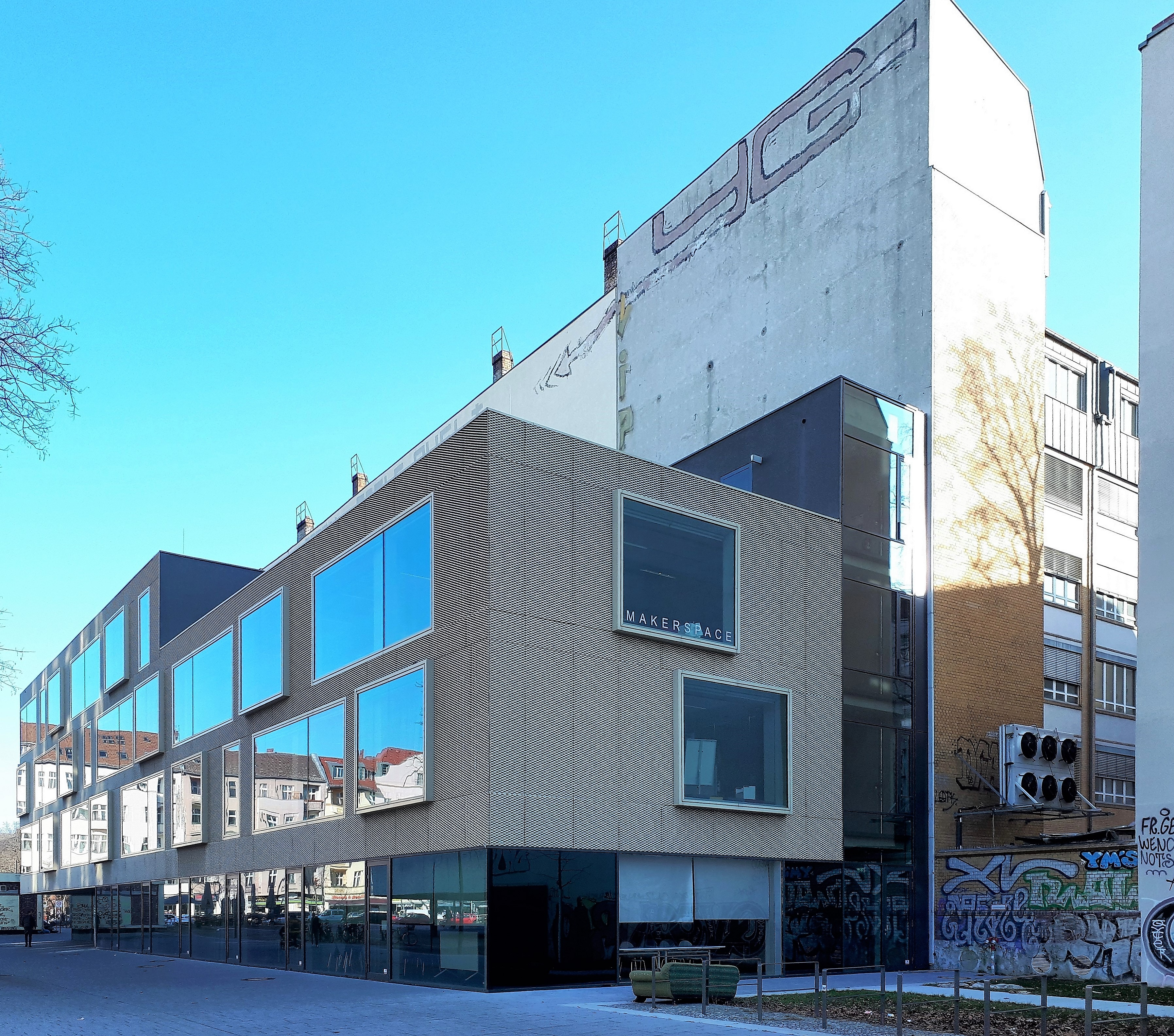
Schiller-Bibliothek Rückansicht

Die Schiller-Bibliothek, ehemals Volksbibliothek Schillerpark, ist eine öffentliche Bibliothek im Berliner Ortsteil Wedding. Es handelt sich um eine Zweigstelle der Stadtbibliothek Berlin-Mitte. Benannt ist sie, aufgrund ihres ursprünglichen Standorts am Schillerpark, nach dem deutschen Dichter Friedrich Schiller.

## Geschichte
Die Bibliothek wurde 1920 als Kinderlesehalle und Jugendbibliothek gegründet. Sie befand sich im ersten Geschoss des Lehrerwohnhauses der Schule am Schillerpark in der Edinburger Straße 43 im Englischen Viertel des Weddings. 1936 erfolgte der Ausbau zur Bibliothek auch für Erwachsene am selben Standort. Die Bücherei trug den Namen Volksbibliothek Schillerpark mit damals 10.375 Bänden.
Im Jahr 2006 zog die inzwischen an der oberen Müllerstraße beheimatete Bibliothek in das Rathaus Wedding in den ehemaligen Saal der Bezirksverordnetenversammlung des Bezirks Wedding, der durch die Fusion des Weddings mit Mitte und Tiergarten zum neuen Bezirk Mitte keine Funktion mehr hatte. Der Saal dort hatte 300 m² Nutzfläche, die knapp 40.000 Medien beherbergten. Dort blieb sie bis zum Dezember 2014.
Seit Juli 2015 sitzt die Bibliothek in einem eigenen Neubau neben dem Rathaus Wedding.
Der Bau begann im Mai 2013 und war im Juli 2015 beendet. Finanziert wurden die Kosten von 6,4 Millionen Euro durch Mittel der Städtebauförderung, aus dem Bund-Länder-Programm „Aktive Zentren“ Müllerstraße, dem Programm „Bibliothek im Stadtteil“ des Europäischen Fonds für Regionale Entwicklung sowie mit bezirklichen Mitteln.
Mit in die neue Schillerbibliothek wurden die Medien der Hugo-Heimann-Bibliothek in der Swinemünder Straße integriert, die im Rahmen des Schillerbibliothek-Neubaus geschlossen wurde.

## Profil
Die Bibliothek versteht sich als „sozialraumorientierte Mittelpunktbibliothek“, die einen Schwerpunkt auf die Jugend setzt. Dazu dient unter anderem eine eigene „@hugo“-Jugendmedienetage.

## Medien
In der Bibliothek sind 66.000 Medien vorhanden. Ein Schwerpunkt liegt dabei auf Medien für Jugendliche. Dies sind unter anderem Schul- und berufsbegleitende Literatur, Lernsoftware für Schüler der Sekundarstufen I und II, aber auch Mangas, Manhwas und Animes, PC- und Konsolenspiele. Die Bibliothek verfügt über 20 PC-Arbeitsplätze und bietet ein freies WLAN an.

## Makerspace
Im Rahmen des Projektes MakerCom werden die neuen, wie die bisher etablierten Workshops, aus Zuwendung von Mitteln aus dem Europäischen Fonds für regionale Entwicklung (EFRE) innerhalb des Programms „Bibliotheken im Stadtteil II (BIST II)“ finanziert.
Der in den Jahren 2016–2018 in der Schiller-Bibliothek aufgebaute Makerspace wird in eine neue Phase überführt. Hierbei werden folgende Projekte angeboten:
- FreeLab: Unter sachkundiger Anleitung öffnen wir unser Makerspace für alle Maker, die unsere Technik (wie z. B. 3D-Druck oder Textildruck) nutzen möchten.
- Schmuck-Workshop: Bling, bling – designe deinen Schmuck selbst! Workshop im Makerspace der Schiller-Bibliothek.
- Näh-Workshop: Gestalte deinen individuellen Schlüsselanhänger unter fachkundiger Anleitung. Deiner Kreativität sind keine Grenzen gesetzt.

## Gebäude
Das Bibliotheksgebäude wurde von der Berliner Senatsverwaltung für Stadtentwicklung und Umwelt gebaut nach einem Entwurf des Architekturbüros AV1-Architekten. Der Neubau der Bibliothek erstreckt sich über drei Etagen und hat 1800 m² Nutzungsfläche. Der Bau steht an einer älteren Brandwand, die vorher den Platz prägte. Diese ist in den Bau einbezogen. Die Bibliothek hat eine perforierte Metallfassade in Messing, große Fensterflächen und ein voll verglastes Foyer. Neben den Lesesälen hat sie Veranstaltungsräume und ein Jugendbistro. Zu den technischen Ausstattungen gehören beispielsweise Sonic Chairs – Sessel mit eingebauter Stereoanlage – und Spielkonsolen.

## Galerie

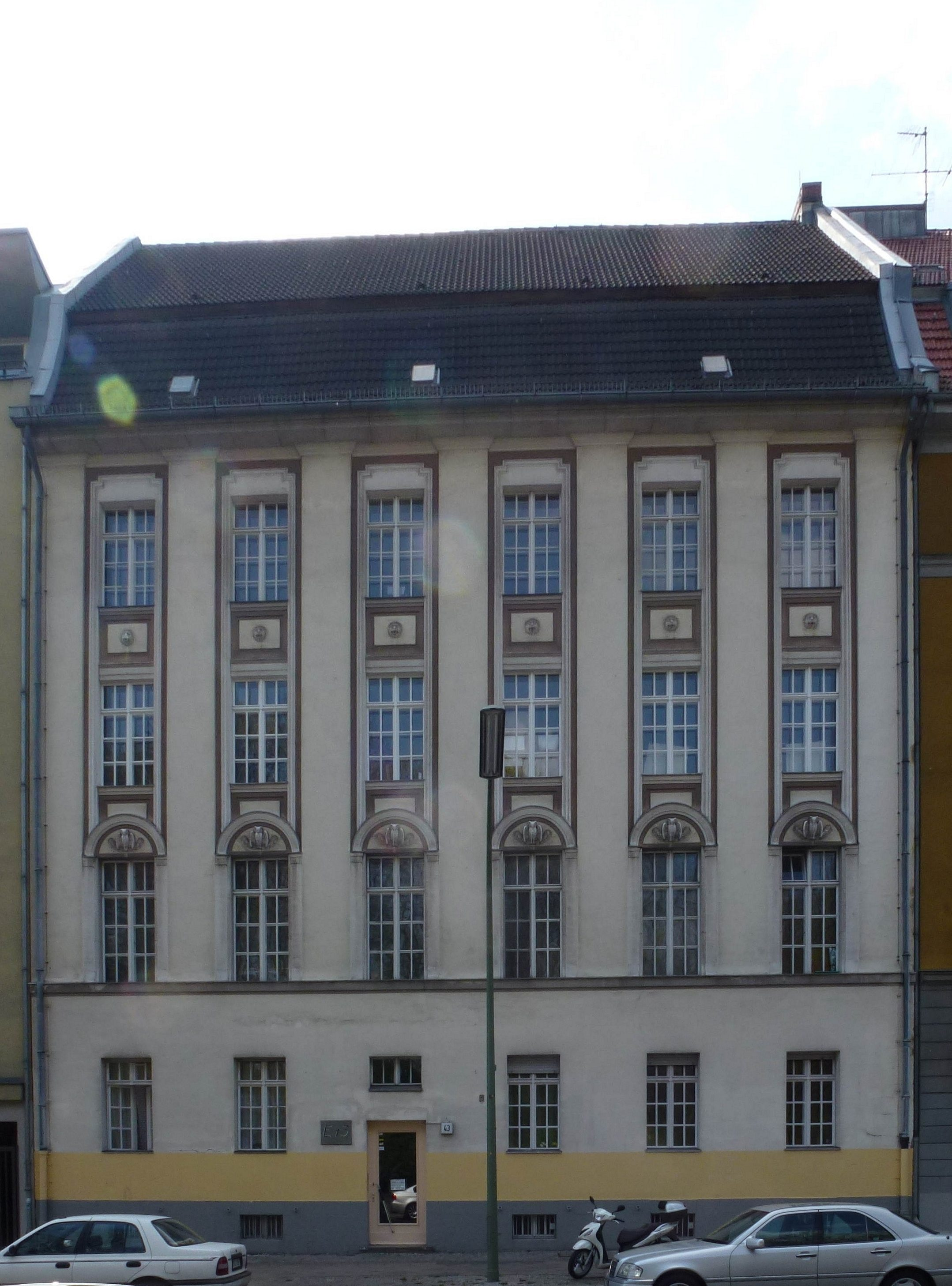
Standort bis 2006 in der Edinburger Straße 43
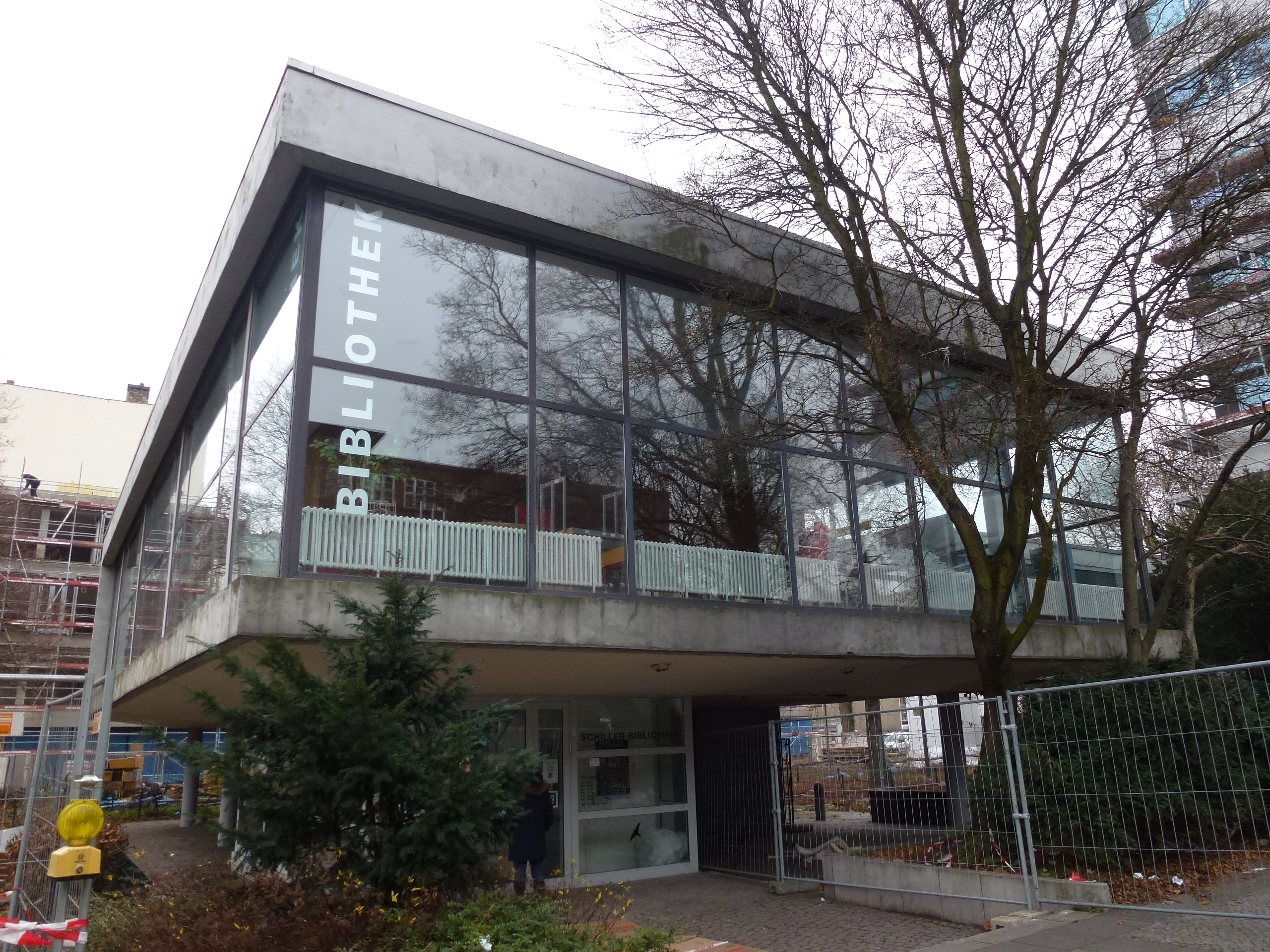
Standort 2006 bis 2014 im ehemaligen Saal der Bezirksverordneten, Rathaus Wedding
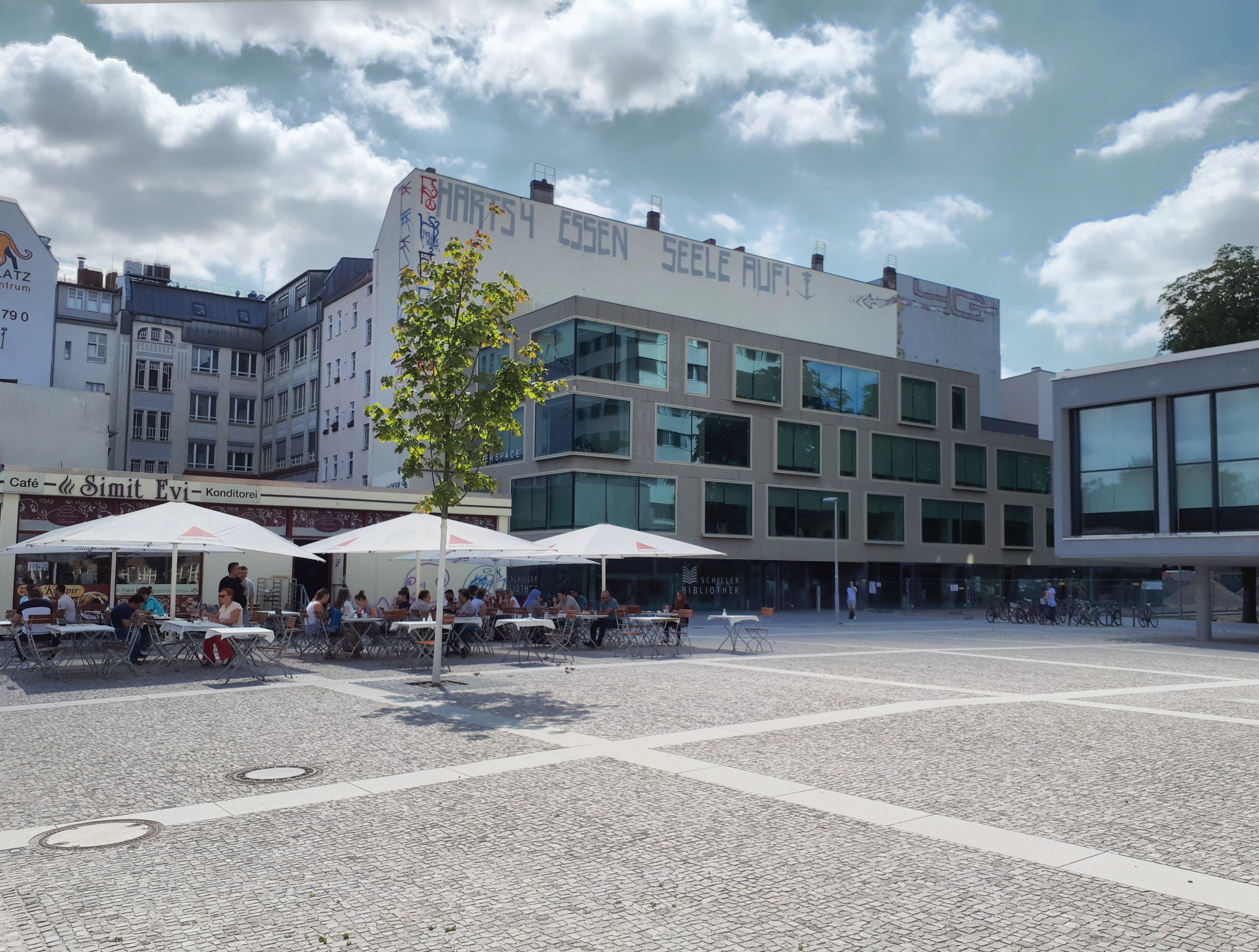
Rathausplatz mit Bibliothek
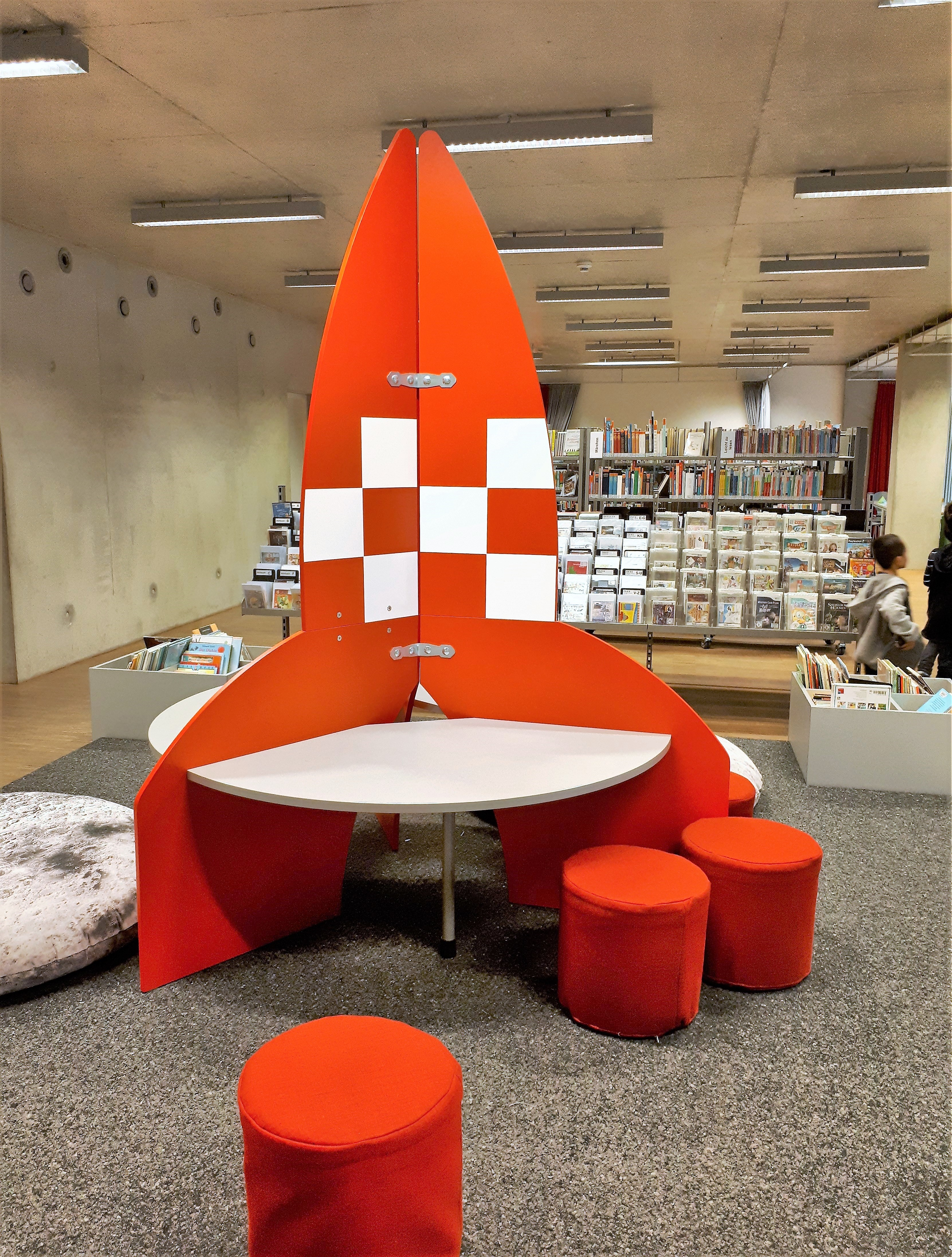
Rakete von Tim und Struppi im Kinderbereich
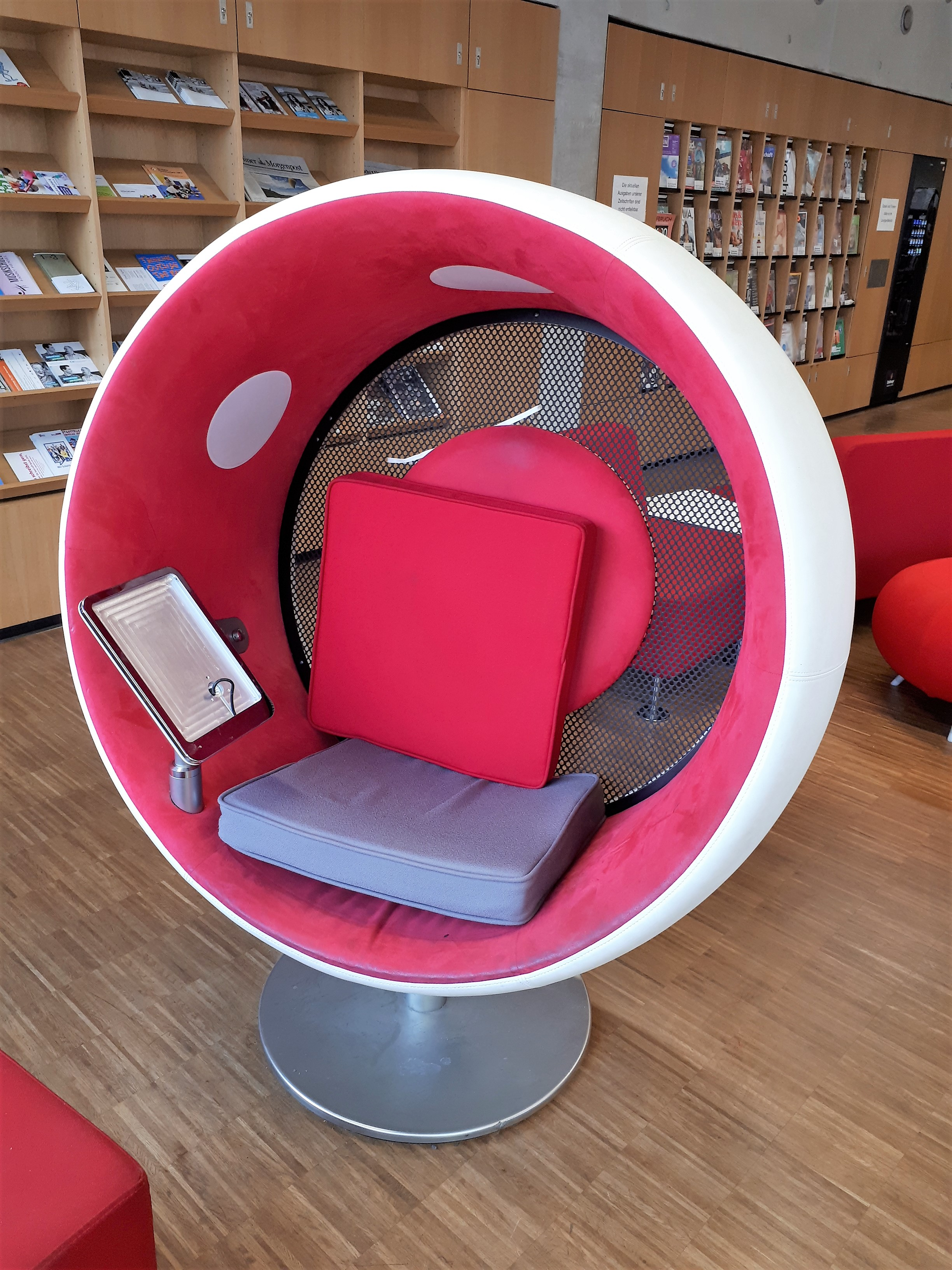
Sonic-Chair im Lesebereich